# The Americanization of Emily
The Americanization of Emily (bra: Não Podes Comprar o Meu Amor, ou Não Podes Comprar Meu Amor; prt: Herói Precisa-Se) é um filme estadunidense de 1964, do gênero comédia dramática de guerra, dirigido por Arthur Hiller, com roteiro Paddy Chayefsky inspirado no romance homônimo de William Bradford Huie.

## Prêmios e indicações
| Prêmio     | Categoria                           | Recipiente                                                                | Resultado |
| ---------- | ----------------------------------- | ------------------------------------------------------------------------- | --------- |
| Oscar 1965 | Melhor fotografia em preto e branco | Philip H. Lathrop                                                         | Indicado  |
| Oscar 1965 | Melhor design de produção           | George W. Davis, Hans Peters, Elliot Scott, Henry Grace, Robert R. Benton | Indicado  |
| BAFTA 1966 | Melhor atriz                        | Julie Andrews                                                             | Indicada  |

## Sinopse
Nos dias que antecedem a invasão da Normandia, soldado americano servindo na Inglaterra apaixona-se por uma viúva e passa a questionar sua carreira militar.

## Elenco
- James Garner ..... tte. Charles Madison
- Julie Andrews ..... Emily Barham
- Melvyn Douglas ..... alm. William Jessup
- James Coburn ..... tte. "Bus" Paulo
- Joyce Grenfell ..... sra. Barham
- Keenan Wynn ..... marinheiro
- Liz Fraser ..... Sheila
- Edward Binns ..... alm. Thomas Healy
- William Windom ..... cap. Spaulding
- John Crawford ..... Paul Adams